# Turcja na Zimowych Igrzyskach Olimpijskich 2014
Turcja na Zimowych Igrzyskach Olimpijskich 2014 – kadra sportowców reprezentujących Turcję na igrzyskach w 2014 roku w Soczi. Kadra liczyła 6 sportowców.

## Skład reprezentacji

### Biegi narciarskie

#### Kobiety
- Kelime Çetinkaya

| Konkurencja                         | Zawodniczka      | Kwalifikacje | Kwalifikacje | Ćwierćfinały | Ćwierćfinały | Półfinały | Półfinały | Finały  | Finały  |
| Konkurencja                         | Zawodniczka      | Czas         | Miejsce      | Czas         | Miejsce      | Czas      | Miejsce   | Czas    | Miejsce |
| ----------------------------------- | ---------------- | ------------ | ------------ | ------------ | ------------ | --------- | --------- | ------- | ------- |
| Bieg łączony                        | Kelime Çetinkaya | —            | —            | —            | —            | —         | —         | 47:17.7 | 61.     |
| Bieg indywidualny stylem klasycznym | Kelime Çetinkaya | —            | —            | —            | —            | —         | —         | 32:58.0 | 56.     |
| Sprint stylem dowolnym              | Kelime Çetinkaya | 3:05.00      | 67.          | NQ           | NQ           | NQ        | NQ        | NQ      | NQ      |

#### Mężczyźni
- Sabahattin Oğlago

| Konkurencja                         | Zawodnik          | Kwalifikacje | Kwalifikacje | Ćwierćfinały | Ćwierćfinały | Półfinały | Półfinały | Finały  | Finały  |
| Konkurencja                         | Zawodnik          | Czas         | Miejsce      | Czas         | Miejsce      | Czas      | Miejsce   | Czas    | Miejsce |
| ----------------------------------- | ----------------- | ------------ | ------------ | ------------ | ------------ | --------- | --------- | ------- | ------- |
| Bieg indywidualny stylem klasycznym | Sabahattin Oğlago | —            | —            | —            | —            | —         | —         | 45:16.0 | 71.     |
| Sprint stylem dowolnym              | Sabahattin Oğlago | 4:02.03      | 75.          | NQ           | NQ           | NQ        | NQ        | NQ      | NQ      |

### Łyżwiarstwo figurowe

#### Para taneczna
- Alisa Ahafonowa / Alper Uçar

| Konkurencja   | Zawodnicy                  | PK/TOr | PK/TOr  | PD/TD  | PD/TD   | Suma   | Suma    |
| Konkurencja   | Zawodnicy                  | Punkty | Miejsce | Punkty | Miejsce | Punkty | Miejsce |
| ------------- | -------------------------- | ------ | ------- | ------ | ------- | ------ | ------- |
| Pary taneczne | Alisa Ahafonowa Alper Uçar | 49.84  | 22.     | NQ     | NQ      | NQ     | NQ      |

### Narciarstwo alpejskie

#### Kobiety
- Tuğba Kocaağa

| Konkurencja   | Zawodniczka   | Zjazd 1. | Zjazd 1. | Zjazd 2. | Zjazd 2. | Suma    | Miejsce |
| Konkurencja   | Zawodniczka   | Czas     | Miejsce  | Czas     | Miejsce  | Suma    | Miejsce |
| ------------- | ------------- | -------- | -------- | -------- | -------- | ------- | ------- |
| Slalom gigant | Tuğba Kocaağa | 1:36.04  | 70.      | 1:33.76  | 59.      | 3:09.80 | 63.     |
| Slalom        | Tuğba Kocaağa | 1:06.22  | 51.      | 1:02.74  | 40.      | 2:08.96 | 41.     |

#### Mężczyźni
- Emre Şimşek

| Konkurencja   | Zawodnik    | Zjazd 1. | Zjazd 1. | Zjazd 2. | Zjazd 2. | Suma    | Miejsce |
| Konkurencja   | Zawodnik    | Czas     | Miejsce  | Czas     | Miejsce  | Suma    | Miejsce |
| ------------- | ----------- | -------- | -------- | -------- | -------- | ------- | ------- |
| Slalom gigant | Emre Şimşek | 1:40.26  | 76.      | 1:37.38  | 67.      | 3:17.64 | 68.     |
| Slalom        | Emre Şimşek | DNF      | DNF      | DNF      | DNF      | DNF     | DNF     |